# Milan-Turin 2018
La 99e édition de Milan-Turin a  lieu le 10 octobre 2018, sur une distance de 200 kilomètres, entre Magenta et Turin. Elle fait partie du calendrier UCI Europe Tour 2018 en catégorie 1.HC. C'est également l'une des manches de la Coupe d'Italie.

## Présentation
Milan-Turin, la plus ancienne des classiques cyclistes italienne, connaît en 2018 sa 99e édition. Elle est organisée par RCS Sport, filiale du groupe RCS MediaGroup qui organise également le Tour d'Italie, Milan-San Remo, le Tour de Lombardie, Tirreno-Adriatico et le Tour du Piémont. Elle fait partie du calendrier de l'UCI Europe Tour en catégorie 1.HC. C'est également la dix-huitième manche de la Coupe d'Italie.

### Parcours
La course part de Magenta, dans l'ouest de la ville métropolitaine de Milan. Elle se dirige ensuite vers le sud, pour environ 80 km de routes plates à travers la plaine du Pô, suivis d'une portion plus accidentée. Dans les trente derniers kilomètres, deux tours d'un circuit sont effectués afin d'emprunter à deux reprises la côte menant à la basilique de Superga, longue de 5 km et présentant une pente moyenne de 10% avec un maximum de 14%. L'arrivée est jugée en haut de cette côte, au deuxième passage des coureurs, après 200 kilomètres, soit quatorze de plus que l'édition précédente.

### Équipes
Classée en catégorie 1.HC de l'UCI Europe Tour, Milan-Turin est par conséquent ouverte aux WorldTeams dans la limite de 70 % des équipes participantes, aux équipes continentales professionnelles, aux équipes continentales italiennes, aux équipes continentales étrangères dans la limite de deux et à une équipe nationale italienne.
Vingt-et-une équipes sont au départ de la course : quinze équipes UCI WorldTeam et six équipes continentales professionnelles.
| WorldTeams (15)- EF Education First-Drapac p/b Cannondale - Astana - Bahrain-Merida - BMC Racing Team - Bora-Hansgrohe - Groupama-FDJ - Lotto Soudal - Mitchelton-Scott - Movistar Team - Quick-Step Floors - Katusha-Alpecin - Sky - Trek-Segafredo - UAE Team Emirates - Team Sunweb Équipes continentales professionnelles (6)- Androni Giocattoli-Sidermec - Bardiani CSF - Israel Cycling Academy - Nippo-Vini Fantini-Europa Ovini - Fortuneo-Samsic - Wilier Triestina-Selle Italia |
| |

## Classement final
| \| Classement général \| Classement général \| Classement général \| Classement général \| Classement général \| \| Coureur \| Coureur \| Pays \| Équipe \| Temps \| \| ------------------ \| --------------------- \| ------------------ \| --------------------------- \| ------------------ \| \| 1er \| Thibaut Pinot \| France \| Groupama-FDJ \| 4 h 43 min 36 s \| \| 2e \| Miguel Ángel López \| Colombie \| Astana \| + 10 s \| \| 3e \| Alejandro Valverde \| Espagne \| Movistar Team \| + 28 s \| \| 4e \| Mattia Cattaneo \| Italie \| Androni Giocattoli-Sidermec \| + 36 s \| \| 5e \| Sébastien Reichenbach \| Suisse \| Groupama-FDJ \| + 38 s \| \| 6e \| Wilco Kelderman \| Pays-Bas \| Team Sunweb \| + 38 s \| \| 7e \| Domenico Pozzovivo \| Italie \| Bahrain-Merida \| + 41 s \| \| 8e \| Jakob Fuglsang \| Danemark \| Astana \| + 41 s \| \| 9e \| Fabio Aru \| Italie \| UAE Team Emirates \| + 43 s \| \| 10e \| Egan Bernal \| Colombie \| Team Sky \| + 45 s \| |                       |          |                             |                 |
| |                       |          |                             |                 |
| Source : ProCyclingStats |                       |          |                             |                 |
| Classement général |                       |          |                             |                 |
| Coureur | Coureur               | Pays     | Équipe                      | Temps           |
| 1er | Thibaut Pinot         | France   | Groupama-FDJ                | 4 h 43 min 36 s |
| 2e | Miguel Ángel López    | Colombie | Astana                      | + 10 s          |
| 3e | Alejandro Valverde    | Espagne  | Movistar Team               | + 28 s          |
| 4e | Mattia Cattaneo       | Italie   | Androni Giocattoli-Sidermec | + 36 s          |
| 5e | Sébastien Reichenbach | Suisse   | Groupama-FDJ                | + 38 s          |
| 6e | Wilco Kelderman       | Pays-Bas | Team Sunweb                 | + 38 s          |
| 7e | Domenico Pozzovivo    | Italie   | Bahrain-Merida              | + 41 s          |
| 8e | Jakob Fuglsang        | Danemark | Astana                      | + 41 s          |
| 9e | Fabio Aru             | Italie   | UAE Team Emirates           | + 43 s          |
| 10e | Egan Bernal           | Colombie | Team Sky                    | + 45 s          |

## Classements UCI
La course attribue aux coureurs le même nombre de points pour l'UCI Europe Tour 2018 et le Classement mondial UCI.
| Position           | 1er | 2e  | 3e  | 4e  | 5e | 6e | 7e | 8e | 9e | 10e | 11e | 12e | 13e | 14e | 15e | 16e à 30e | 31e à 40e |
| Classement général | 200 | 150 | 125 | 100 | 85 | 70 | 60 | 50 | 40 | 35  | 30  | 25  | 20  | 15  | 10  | 5         | 3         |

| 1  | Thibaut Pinot         | Groupama-FDJ                | 200 |
| 2  | Miguel Ángel López    | Astana                      | 150 |
| 3  | Alejandro Valverde    | Movistar                    | 125 |
| 4  | Mattia Cattaneo       | Androni Giocattoli-Sidermec | 100 |
| 5  | Sébastien Reichenbach | Groupama-FDJ                | 85  |
| 6  | Wilco Kelderman       | Sunweb                      | 70  |
| 7  | Domenico Pozzovivo    | Bahrain-Merida              | 60  |
| 8  | Jakob Fuglsang        | Astana                      | 50  |
| 9  | Fabio Aru             | UAE Emirates                | 40  |
| 10 | Egan Bernal           | Sky                         | 35  |